# Plectoneura albida
Plectoneura albida är en fjärilsart som beskrevs av W. Warren 1896. Plectoneura albida ingår i släktet Plectoneura och familjen mätare. Inga underarter finns listade i Catalogue of Life.